# Lee Yong-kyu
Dans ce nom coréen, le nom de famille, Lee, précède le nom personnel.
Pour les articles homonymes, voir Lee.
Lee Yong-kyu (né le 26 août 1985 à Gunsan, Corée du Sud) est un joueur coréen de baseball qui joue avec les Hanwha Eagles de Daejeon dans la ligue sud-coréenne de baseball.
Il a obtenu la médaille d'or de baseball lors des Jeux olympiques 2008 à Pékin.